# Jihad Makdissi
 (novembre 2014).
Jihad Makdissi (arabe : جهاد مقدسي) est un diplomate syrien. Il est issu de la minorité chrétienne de Damas.

## Biographie
Makdissi a étudié au lycée Al-Nour à Damas. Il obtient son master en diplomatie et renseignement en 2009 à l'université de Westminster au Royaume-Uni.
Jihad Makdissi travaille à l'ambassade syrienne de Londres pendant une dizaine d'années. Il retourne en Syrie pendant la guerre civile syrienne pour devenir le porte-parole du ministère des Affaires étrangères syrien au sein du gouvernement de Bachar el-Assad.
Il aurait fait défection le 30 novembre 2012 en fuyant via le Liban. Selon le régime, il aurait au contraire pris un congé administratif de trois mois, et selon le Hezbollah libanais, il aurait été renvoyé pour divergences de vues. Quoi qu'il en soit, il s'est ensuite réfugié à Washington aux États-Unis où, d'après le Guardian, il coopère avec les services secrets américains.